# Euphydryas cynthia
Euphydryas cynthia là một loài bướm ngày thuộc họ Nymphalidae. Nó được tìm thấy ở Anpơ và in mountainous areas of Bulgaria.

## miêu tả
Sải cánh dài 32–42 mm.

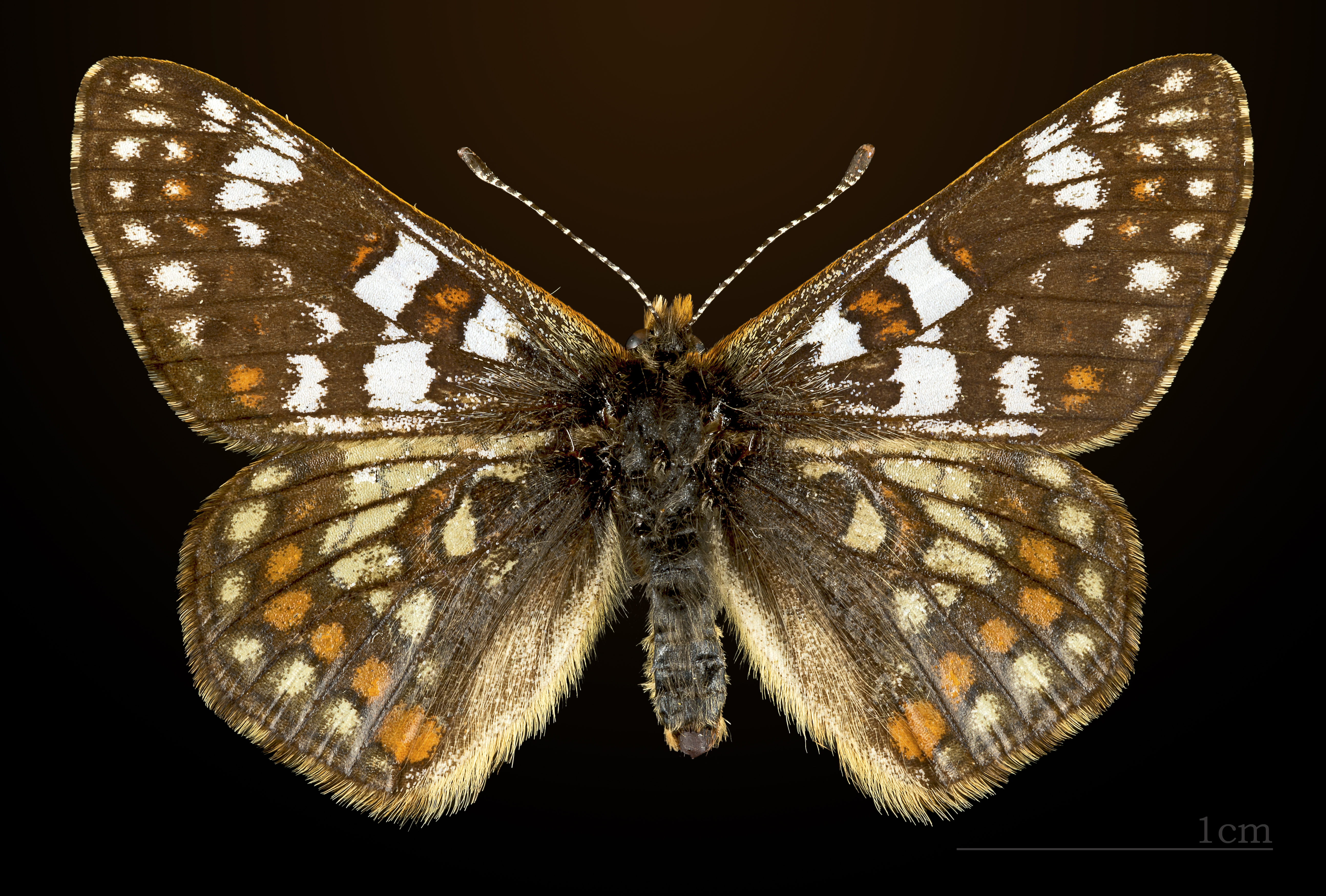
Euphydryas cynthia cynthia  ♂
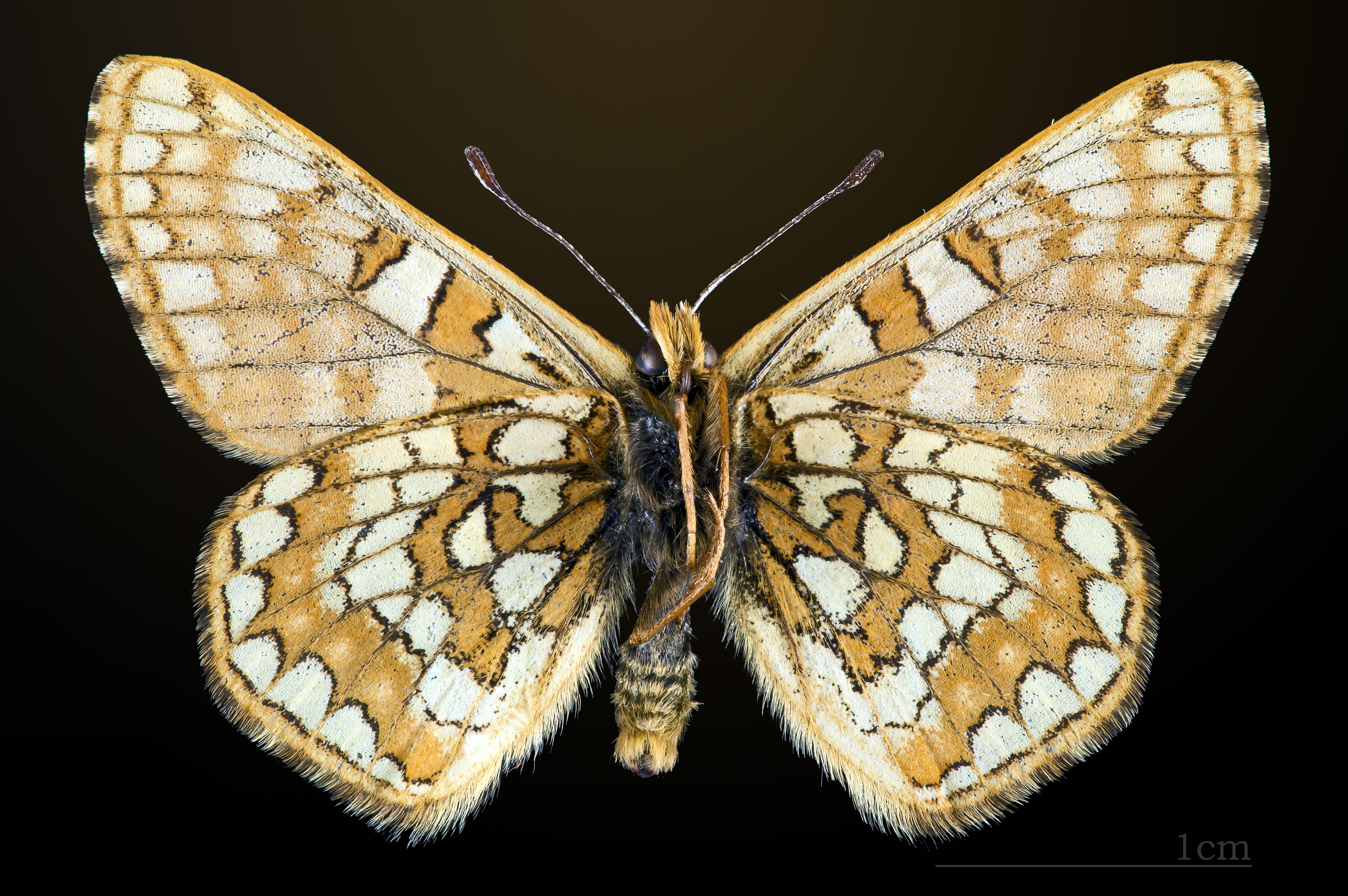
Euphydryas cynthia cynthia  ♂   △
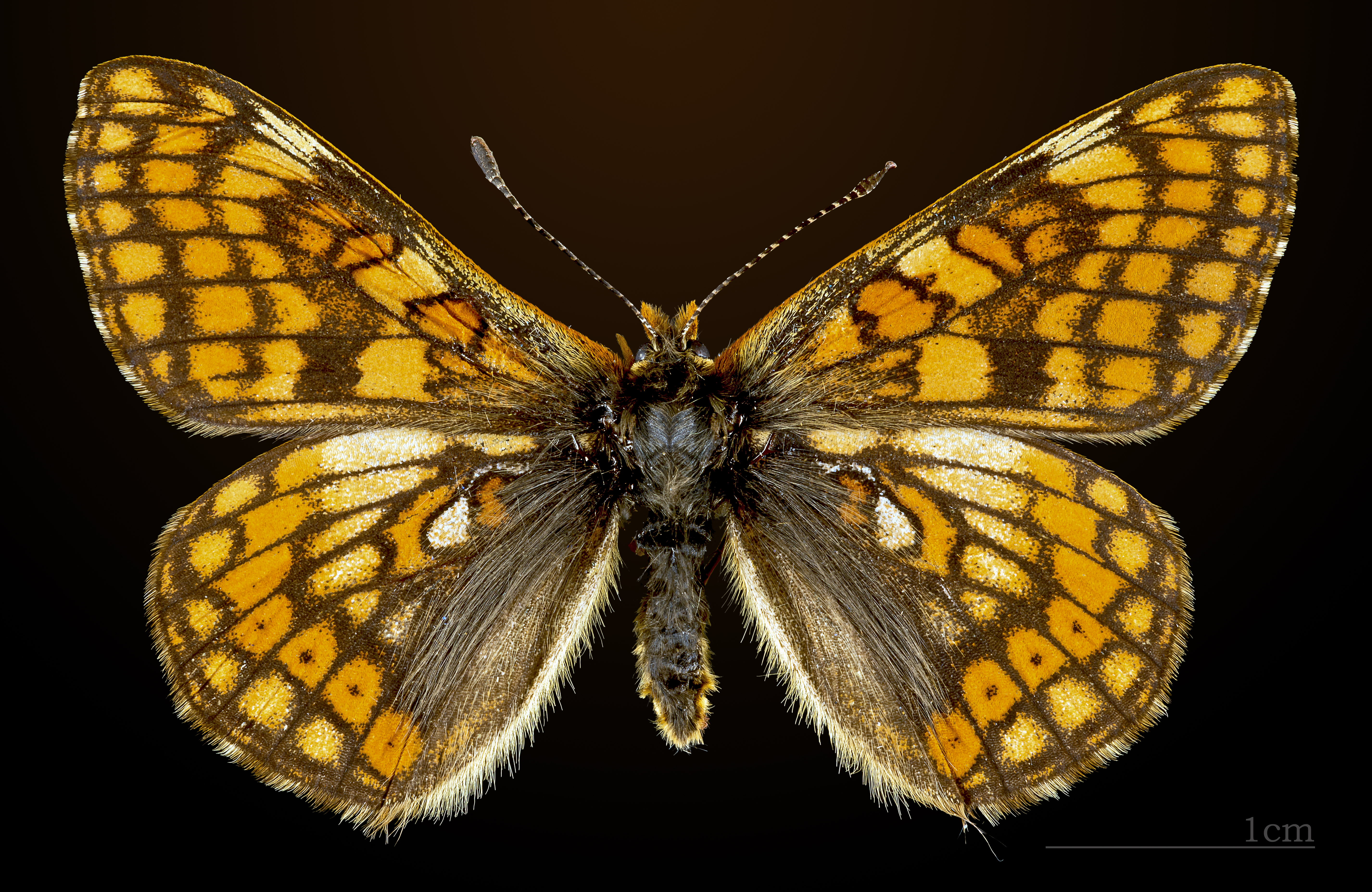
Euphydryas cynthia cynthia    ♀
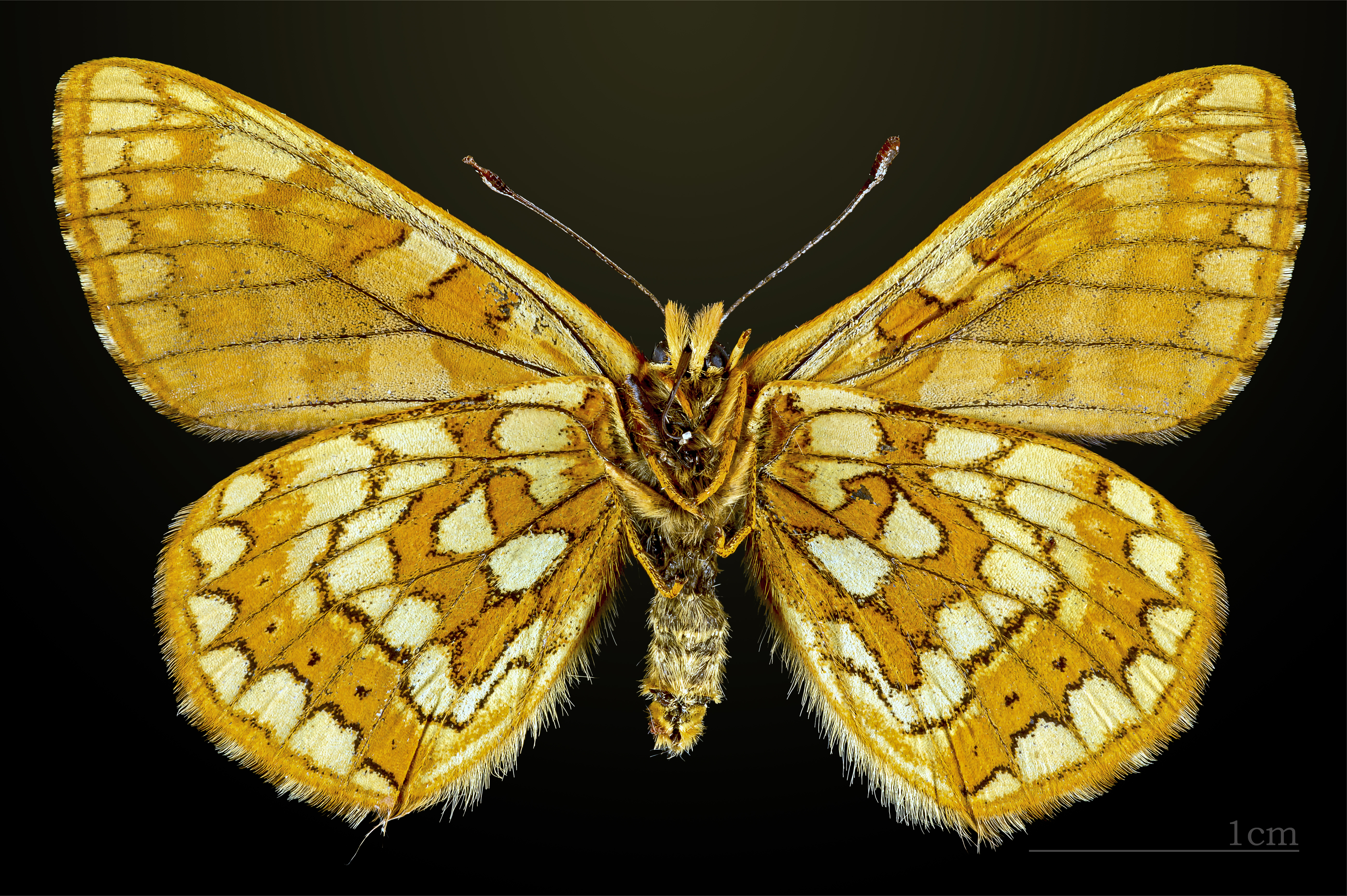
Euphydryas cynthia cynthia   ♀ △

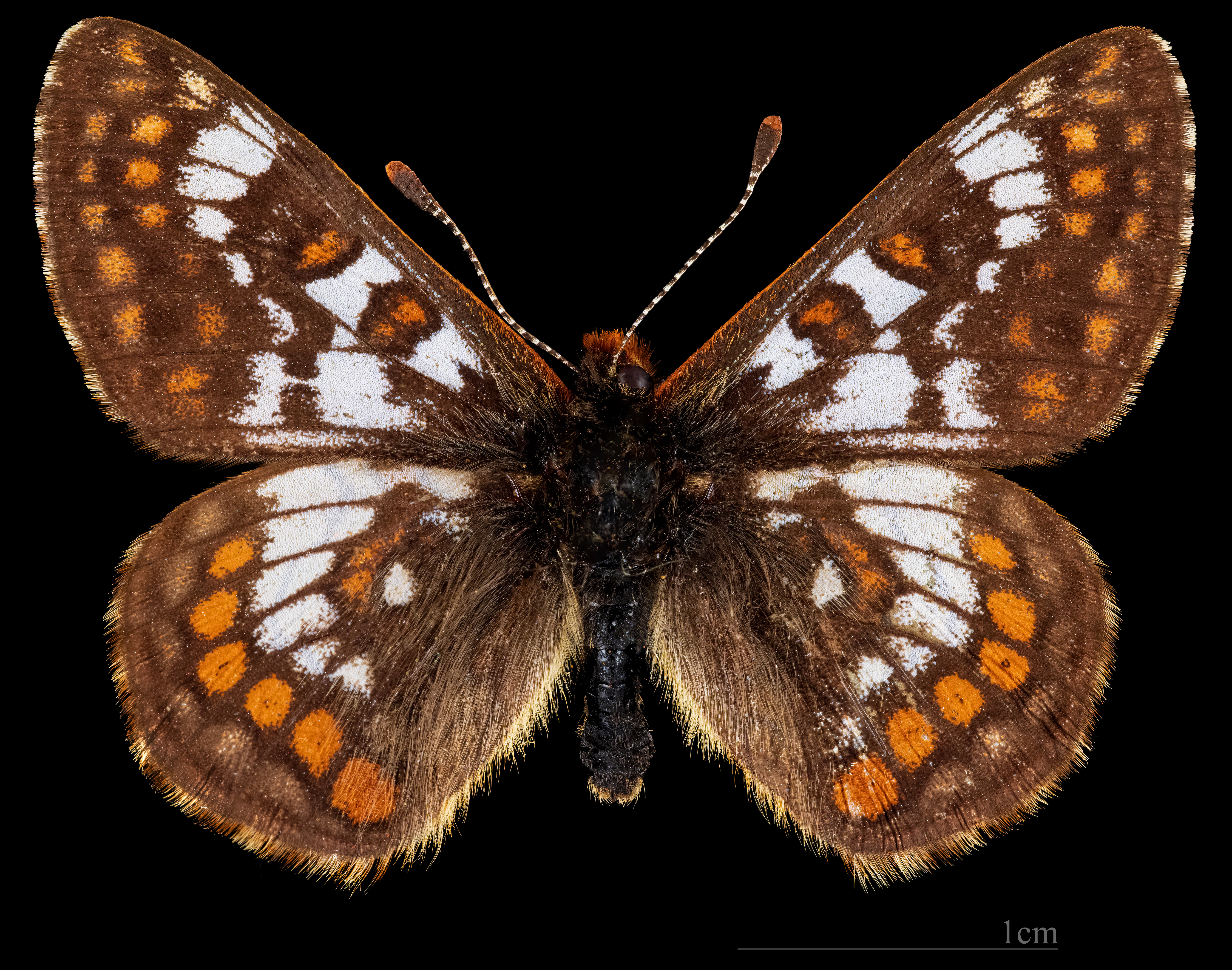
Euphydryas cynthia alpicola  ♂
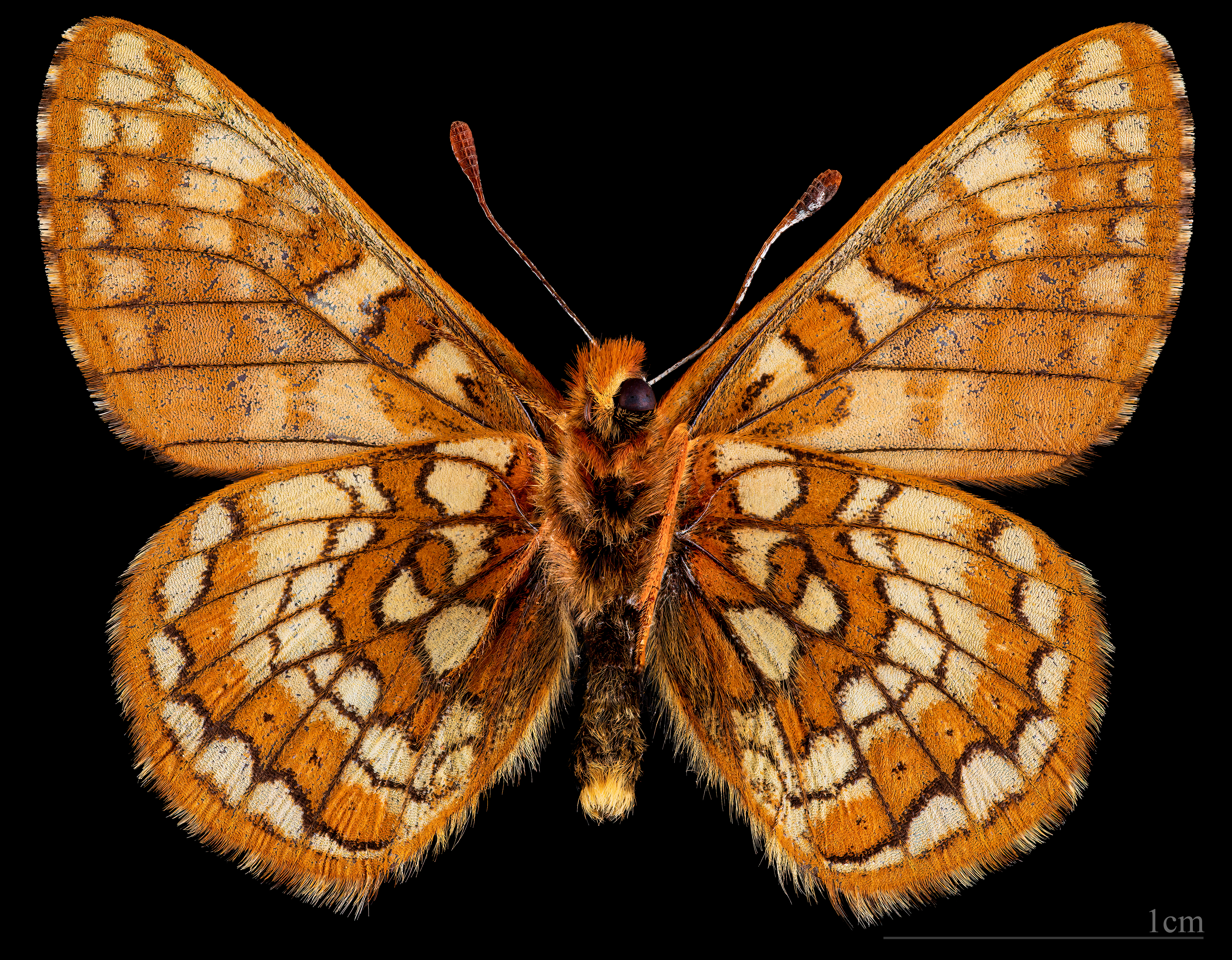
Euphydryas cynthia alpicola  ♂  △
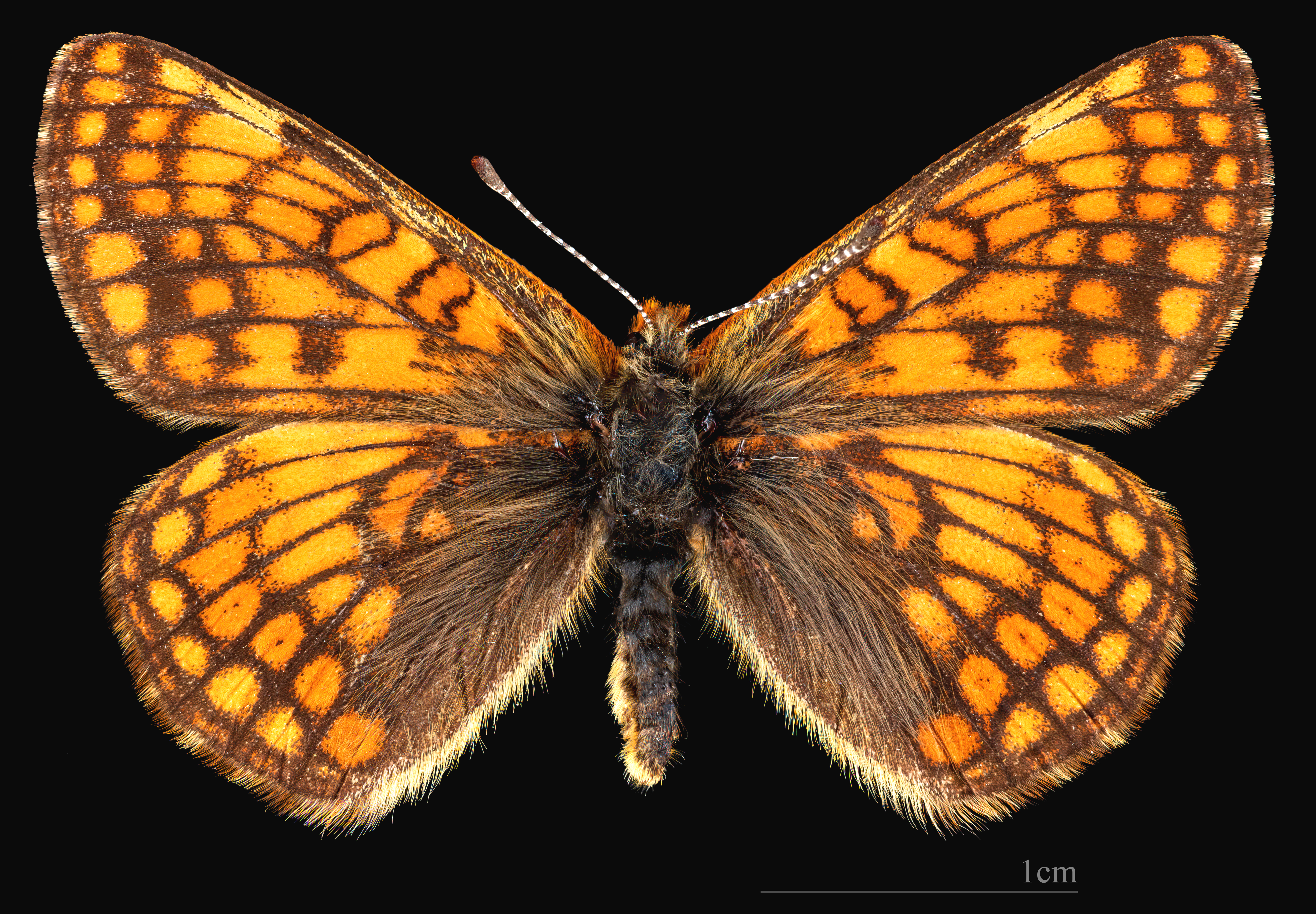
Euphydryas cynthia alpicola ♀
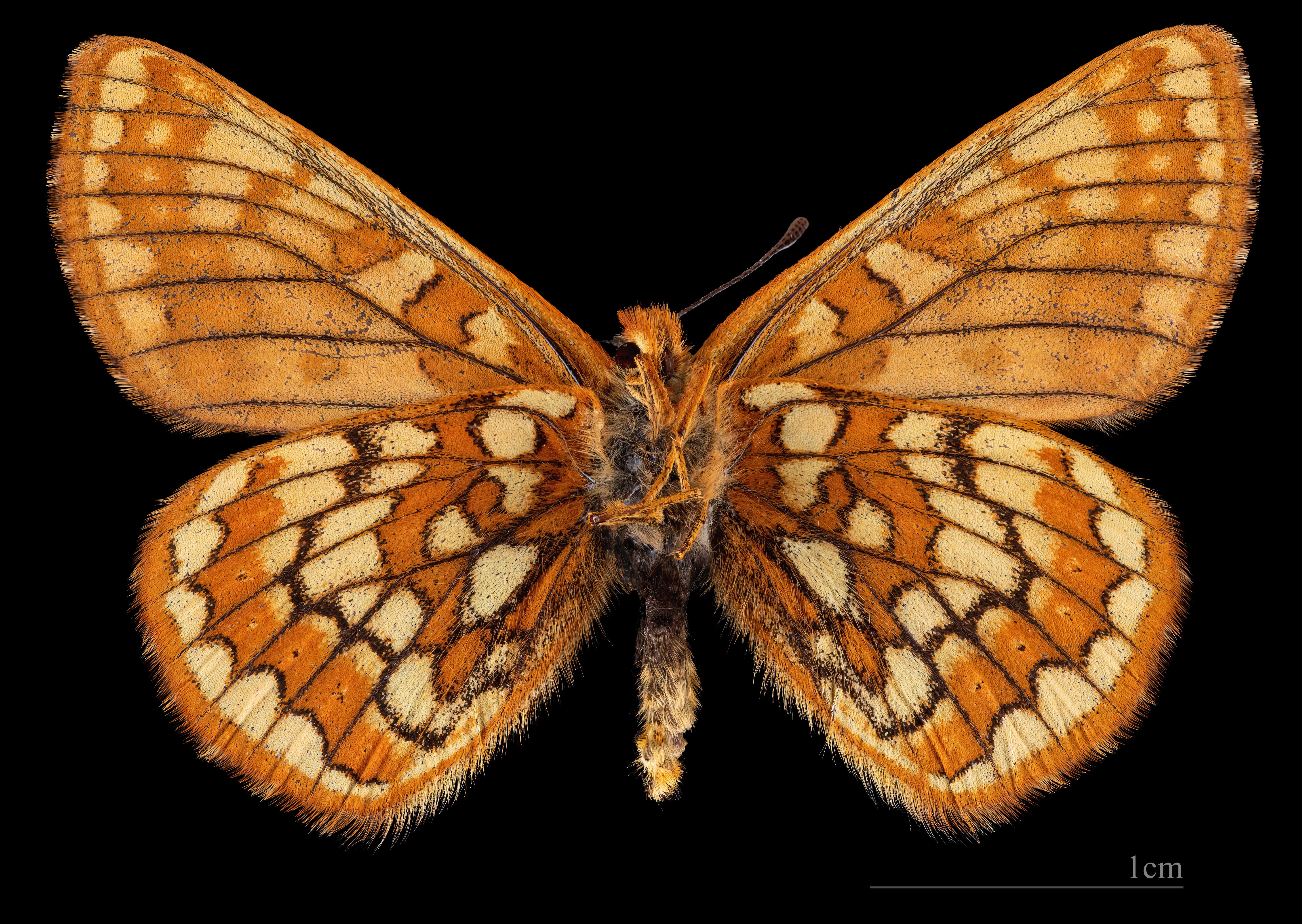
Euphydryas cynthia alpicola ♀ △

## Sinh học
Ấu trùng ăn Plantago species, bao gồm Plantago alpina và Alchemilla.